# Senatul Finlandei
Senatul Finlandei era un organ executiv în Marele Ducat al Finlandei care combina atribuțiile guvernului cu cele ale curții supreme. A funcționat între 1816 și 1918. 
Senatul era condus de Guvernatorul general al Finlandei. Era împărțit în două divizii: economică, respectiv judiciară. În 1822, la conducerea ambelor divizii au fost numiți vicepreședinți finlandezi. Din 1822 până la desființare, membrii Senatului au fost numiți senatori. În timpul războiului civil finlandez din 1918, Senatul și-a schimbat temporar sediul în orașul Vaasa, din 29 ianuarie până pe 3 mai.
În 1918, divizia economică s-a transformat în "Guvern", iar cea juridică în "Curtea Supremă" a Republicii independente Finlanda. Vicepreședintele departamentului economic a devenit prim-ministru, iar restul de senatori au deveniți miniștri. 